# 栗林徳一

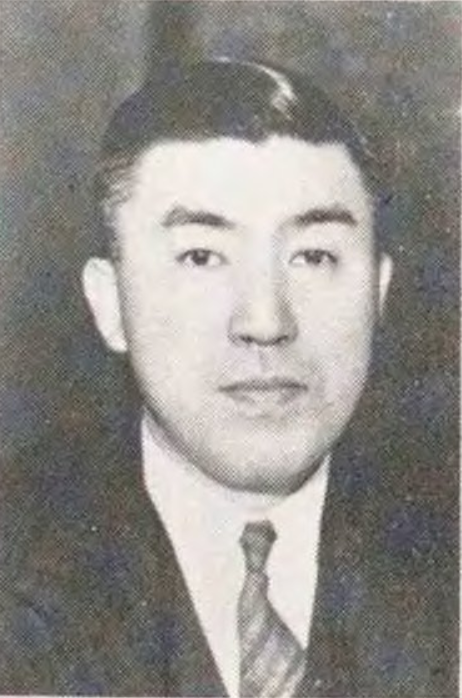
栗林徳一

栗林 徳一（くりばやし とくいち、1896年（明治29年）3月9日 - 1981年（昭和56年）12月27日）は、日本の実業家、政治家。貴族院多額納税者議員、室蘭市名誉市民。

## 経歴
北海道室蘭で、栗林五朔、カス夫妻の長男として生まれる。1918年（大正7年）小樽高等商業学校（現小樽商科大学）を卒業し、父の事業を継いで海運業を営む。栗林 (名) 社員、栗林商会社長、栗林商船社長、室蘭船渠取締役、南洋興発取締役、室蘭商工会議所会頭、胆振縦貫鉄道会長、北海道地方電力調整委員などを務めた。1932年（昭和7年）2月、欧米の温泉場、港湾の視察で外遊し、同年11月に帰国した。
1939年（昭和14年）9月29日、貴族院多額納税者議員に就任。研究会に所属して、1946年（昭和21年）5月7日まで在任した。
戦後、公職追放となり、その後南洋貿易会社を再発足し木材輸入を進め、また、オーストラリアで南洋真珠の養殖を行った。1965年（昭和40年）東京駐在マダガスカル共和国名誉領事。1969年（昭和44年）勲三等旭日中綬章受章、1972年（昭和47年）室蘭市名誉市民。

## 親族
- 弟 栗林友二（実業家、馬主）[5]